# Ringers: Lord of the Fans
Pour plus de détails, voir Fiche technique et Distribution.
Ringers: Lord of the Fans est un film documentaire direct-to-video américain, réalisé par Carlene Cordova (qui a aussi participé à l'écriture et à la production), sorti en 2005. Il traite du fandom de Tolkien.

## Fiche technique
- Titre : Ringers: Lord of the Fans
- Titre original : Ringers: Lord of the Fans
- Réalisation : Carlene Cordova
- Scénario : Cliff Broadway, Carlene Cordova
- Production : Cliff Broadway, Carlene Cordova, Jeff Marchelletta (en), Tom DeSanto, Planet BB Entertainment
- Musique : Robin DiMaggio (pt)
- Photographie : Josh Mandel
- Montage : Arnaud Gerardy, John Welch
- Direction artistique : Nancy Steinman
- Costumes : Mike Fitch
- Pays de production :  États-Unis
- Langue : anglais
- Genre : Documentaire
- Durée : 97 minutes
- Présentation en festival :
  - États-Unis : 21 janvier 2005 (Slamdance Film Festival (en))
  - États-Unis : 23 avril 2005 (Festival du film de Newport Beach)
  - États-Unis : 28 avril 2005 (USA Film Festival)
  - Islande : 29 octobre 2005 (Festival international du film d'Islande)
- Date de sortie (en DVD) :
  - États-Unis : 16 novembre 2005

## Personnalités intervenant
- Dominic Monaghan : narrateur
- Elijah Wood
- Peter Jackson
- Viggo Mortensen
- Orlando Bloom
- David Carradine
- Ian McKellen
- Sean Astin
- John Rhys-Davies
- Billy Boyd
- Clive Barker
- Andy Serkis
- John Noble
- Philippa Boyens
- Barrie M. Osborne
- Lemmy Kilmister
- Sala Baker
- Cameron Crowe
- Colleen Doran
- Bill Mumy
- Leonard Nimoy
- Terry Pratchett
- Liv Tyler
- Mythopoeic Society

## Récompenses et distinctions

### Récompenses
- Festival du film de Newport Beach :
  - Meilleur documentaire 2006

### Nominations
- Saturn Award :
  - Nommé au Saturn Award de la meilleure édition DVD 2006